# ジョージ・アレン (政治家)
ジョージ・フェリックス・アレン（英語: George Felix Allen、1952年3月8日 - ）は、アメリカ合衆国の政治家、法律家。元連邦上院議員。信仰は長老派である。

## 略歴・政治キャリア
1952年3月8日にカリフォルニア州ウィッティアに誕生する。父のジョージ・ハーバート・アレンはプロフットボール殿堂入りした有名なNFLコーチで、母のヘンリエッタ（旧姓はランブローゾ）はチュニジア生まれのセファルディム（ピエ・ノワール）である。なおアレンには2人の兄弟と1人の妹がいる。カリフォルニア大学ロサンゼルス校で1年学んだ後にバージニア大学に転校し、卒業後はバージニア大学のロー・スクールで学んだ。
地元のバージニア州下院議員として政界入りし、当時は尊敬するトーマス・ジェファーソンと地盤を同じくしていた。その後国政に進出し、連邦下院議員を務めた後、バージニア州知事（バージニア州知事は州法により再選不可である）、連邦上院議員（バージニア州選出）を歴任し、全国共和党上院委員会議長を務めた。アレンは順風満帆にキャリアを重ねて行き、イラクへの武力行使を可能とする決議やジョン・ロバーツとサミュエル・アリートの最高裁判所判事指名承認にも賛意を示した。全米ライフル協会とは太いパイプを有し、「武装する権利」の擁護者としても知られる。2000年の選挙において同協会が最も巨額の政治献金を行った候補者は、アレンと当時大統領候補だったジョージ・W・ブッシュである。

### マカカ発言事件
2008年アメリカ合衆国大統領選挙における共和党の有力大統領候補の一人に挙げられており、保守派の支持を集められるという点で大本命との見方も多かった。そこで上院議員再選は確実・大統領選挙への通過点に過ぎないとの見方が大勢だったが、2006年8月に上院議員選挙における民主党の対立候補ジム・ウェッブ陣営のボランティアとして演説会場に潜入しビデオ撮影していたインド系アメリカ人の青年S・R・シダースを指差し「マカカ」（Macaca）と呼んだ場面の映像が、動画共有サービスにアップロードされると状況は一変した。マカカはアカゲザル属の学名だが、フランス人入植者により北アフリカ植民地の現地人の蔑称とされた歴史がある。アレンは世論の激しい非難を浴び、同年11月に行われた中間選挙では、ウェッブと最後まで大接戦を演じた末に落選した。その後2008年アメリカ合衆国大統領選挙への出馬を断念し、同選挙ではジョン・マケイン上院議員を支持した。

### 2012年上院選挙
2012年11月のバージニア州上院議員選挙へ出馬した。2006年の選挙でアレンを下した前述のジム・ウェッブ上院議員は2011年2月に再選を目指して出馬することを断念し、ウェッブ撤退後に民主党からは同州のティム・ケイン前州知事が2011年4月に出馬を表明した。
アレンとケインの事実上の一騎討ちとなった2012年11月の上院議員選挙では2006年の選挙と同様に激戦となったもののケインが得票率52.87パーセントで勝利。アレンは再び敗北を喫した。